# Veerdienst Geiranger - Hellesylt

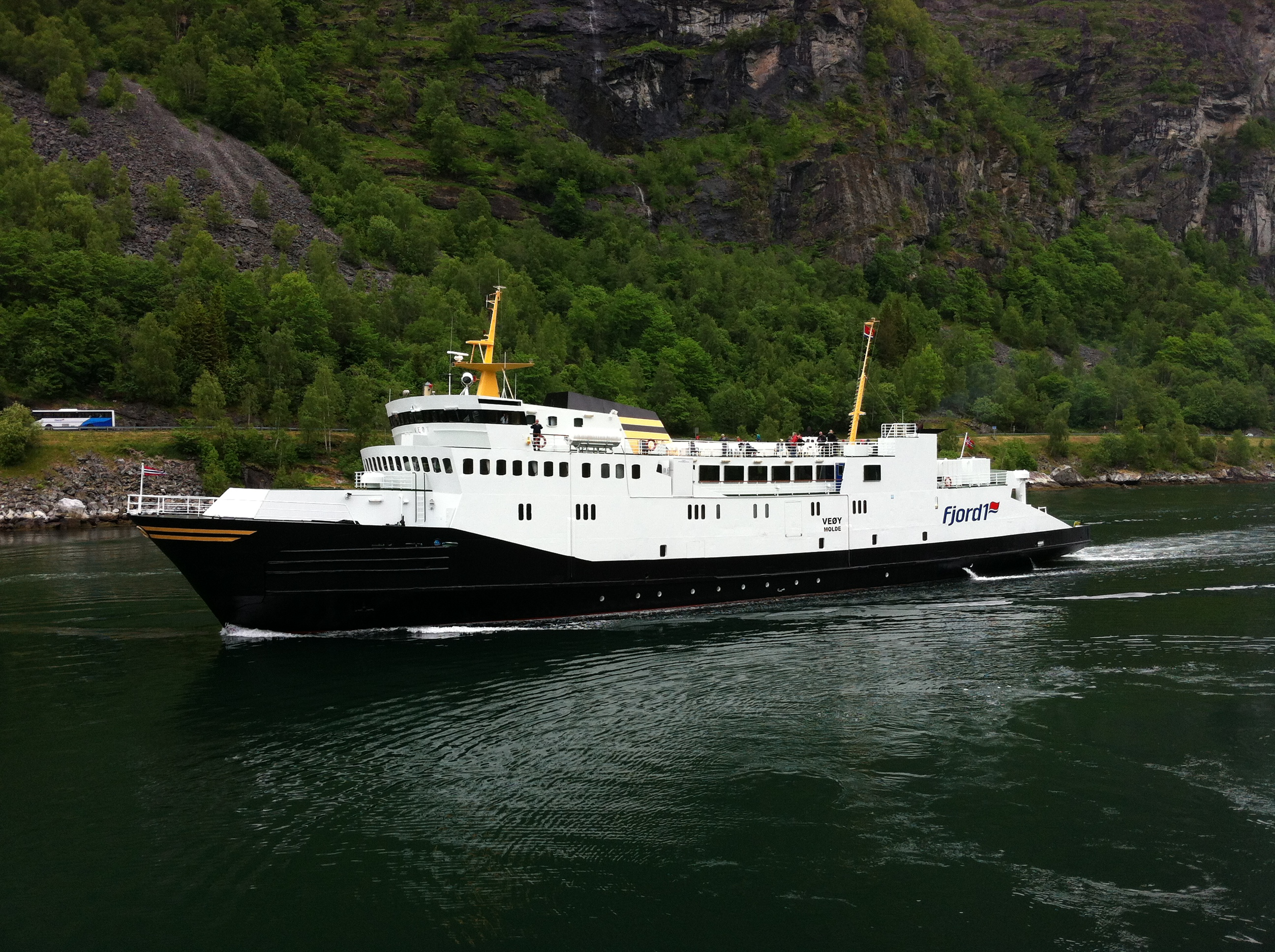
MF Veøy

De veerdienst Geiranger - Hellesylt is een veerverbinding in Noorwegen tussen de plaatsen Geiranger  en Hellesylt, beide gelegen in de gemeente Stranda in de provincie Møre og Romsdal. De verbinding is onderdeel van Fylkesvei 60. De overtocht van bijna 20 kilometer duurt iets meer dan een uur. De route voert langs alle hoogtepunten van de Geirangerfjord en is daarom populair bij toeristen. Sinds 2018 wordt de dienst uitgevoerd door de rederij The Fjords.  